# NGC 4656和NGC 4657
NGC 4656/57位於獵犬座，距離地球3,000萬光年，是邊緣高度翹曲的棒旋星系。這個星系有時被稱為「曲棍球棒星系」或「撬棍星系」。其不尋常的形狀被認為是由於NGC 4656、NGC 4631和NGC 4627之間的相互作用造成的。這些星系屬於NGC 4631星系群。
2005年3月21日，在NGC 4656/57中發現了一個“超級爆發”中的亮藍變星。

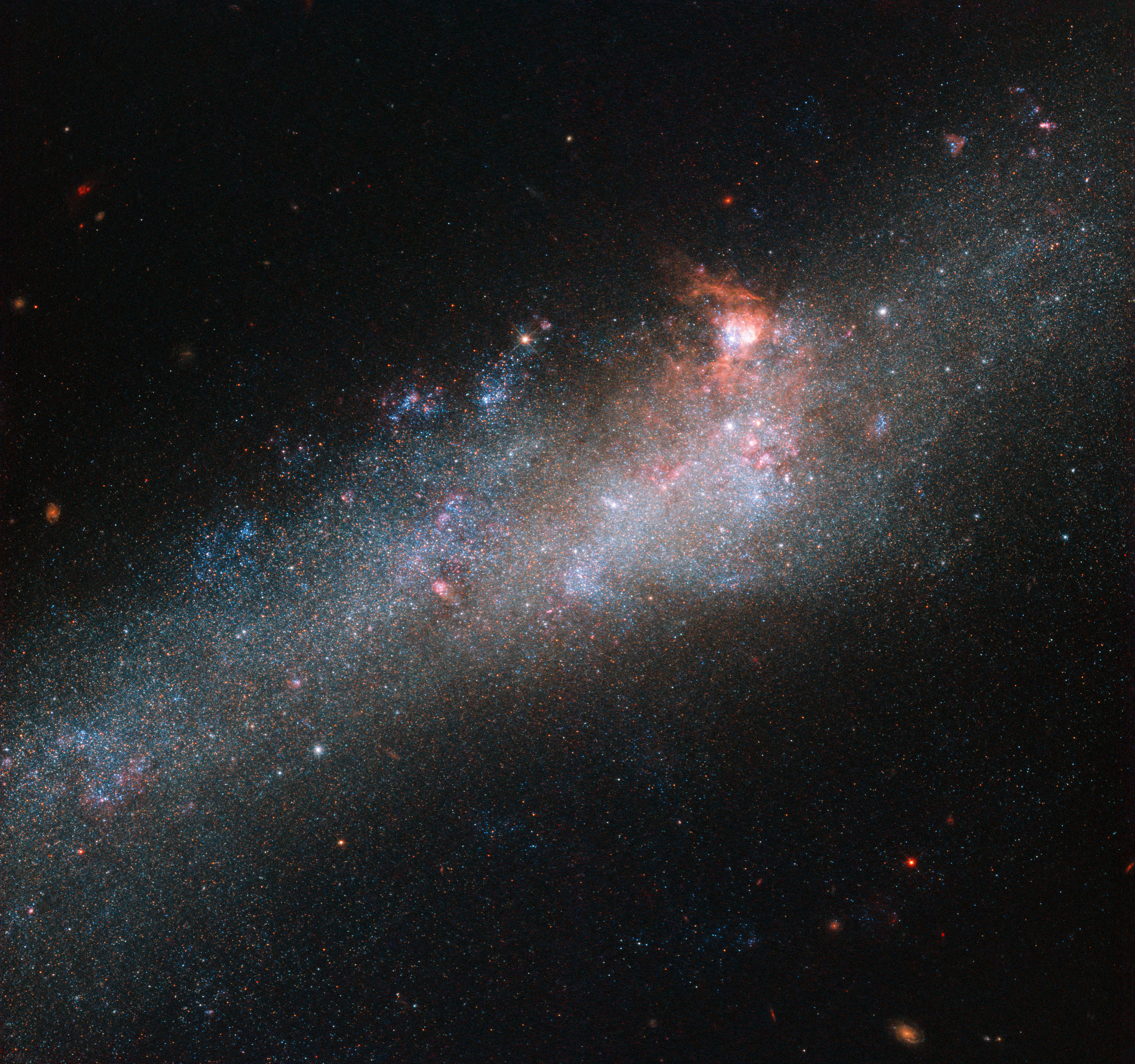
哈伯太空望遠鏡拍攝的星系特寫影像。

## 外部連結
- Hockey Stick (NGC 4656) （页面存档备份，存于）
- SEDS （页面存档备份，存于） – NGC 4656